# ابوالحسن بکری مصری
ابوالحسن احمد بن عبدالله بکری مؤلف و فقیه امامی است. اطلاعات دقیقی از زندگی او دردست نیست و فقط از راه آثارش شناخته می‌شود. معروف‌ترین اثرش الانوار فی مولد النبی است. دیگر آثاری که به او نسبت داده‌اند، مولد النبی، وفاةالزهراء و مقتل امیرالمؤمنین است. او را شیعهٔ امامی دانسته‌اند. آقابزرگ تهرانی او را شافعی دانسته‌است. بیشتر محققان او را با توجه به این‌که استاد شهید ثانی بوده، از علمای سدهٔ دهم دانسته‌اند. دانشمندان علم رجال او را به قصه‌گویی و دروغ‌گویی می‌شناسند و او را «الدجال الکذاب» نامیده‌اند.